# Nerw nadbloczkowy
Nerw nadbloczkowy (łac. nervus supratrochlearis) – w anatomii człowieka nerw będący najcieńszą z gałęzi nerwu czołowego. Odchodzi od niego w tylnej części oczodołu i kieruje się przyśrodkowo oraz do przodu. 
Nad bloczkiem mięśnia skośnego górnego dzieli się na dwie gałęzie końcowe, górną i dolną. Gałąź górna (ramus superior) przechodzi przez mięsień okrężny oka i brzusiec czołowy mięśnia potyliczno-czołowego. Unerwia skórę powieki górnej, nasady nosa i dolną okolicę czoła. Gałąź dolna (ramus inferior) unerwia skórę i spojówkę kąta wewnętrznego oka, zwykle zespala się z nerwem podbloczkowym.